# Mõrtsuka
Mõrtsuka (est. Väärsi järv, Mõrtsukjärv) – jezioro w Estonii,  w prowincji Valgamaa, w gminie Palupera. Należy do pojezierza Päidla (est. Päidla järved). Położone jest na północ od wsi Päidla. Ma powierzchnię 23,4 ha linię brzegową o długości 3210 m, długość 2040 m i szerokość 470 m. Sąsiaduje z jeziorami Kalmejärv, Näkijärv, Päidla Mudajärv, Päidla Mõisajärv, Nõuni, Päidla Räbi, Päidla Uibujärv, Väike-Nõuni. Położone jest na terenie obszaru chronionego krajobrazu Otepää looduspark. Jezioro zamieszkują m.in.: leszcz, szczupak, wzdręga, płoć, okoń, lin, miętus.